# Сексуална експлоатација
Сексуална експлоатација је најчешћи облик трговине људима који обухвата експлоатацију проституције (мушку, женску, дечију), порнографију (снимање порнографских филмова, извођење порнографских представа), стриптиз, секс-туризам (који обједињује порнографију и проституцију — најчешће педофилију и педопорнографију). Различити су и бројни облици сексуалне експлоатације, а сви се они могу дефинисати као експлоатација на основу принуде на проституцију, учествовање у продукцији порнографских материјала за коју се сама особа није пријавила добровољно и након информисања, сагласила са такви чином, сексуални сервитут. Као најраширенији вид трговине људима у свету, њоме су првенствено угрожене жене и деца, али су приметни и случајеви експлоатисања мушкараца.
У пракси се сексуална експлоатација погрешно изједначава са проституцијом. Разлика између ова два облика сексуалног искоришћавања се огледа у томе што проституција подразумева слободно располагање својим телим, зарадом, особа која се овим бави сама доноси одлуку о томе хоће ли се и у будућности тиме бавити, има апсолутну слободу кретања. То није случај са сексуалном експлоатацијом. Она подразумева ропски однос јер жртва представља власништво особе која ју је купила, не постоји могућност слободног кретања, као ни могућност одлучивања о заради и даљем бављењу.
Дакле, у елементу принуде лежи основна разлика између сексуалне експлоатације и проституције. Проституцију карактерише плаћање, екстремни промискуитет и равнодушност сексуалне раднице према партнеру и самом сексуалном чину. За разлику од проституције, код сексуалне експлоатације постоји принуда, висока контрола жртве и повређивање њених људских права.

## Узроци трговине људима у циљу сексуалне експлоатације

### 1. социјално-политички узроци трговине људима у циљу сексуалне експлоатације
Свет се са трговином људима у циљу сексуалног искоришћавања сусретао кроз историју. Проблем са овим феноменом јесте у томе што је он веома комплексан услед бројних фактора који су везани за глобалне промене у свету. Са транзиционим процесима и продирањем тржишне економије, дошло је до приватизације друштвених добара што је за последицу имало губитак бројних радних места на којима су махом биле запослене жене. Истовремено услед либерализације и приватизације у економски развијеним земљама створена је већа потражња за јефтином, ниже квалификованом радном снагом. Стога, жене, иако свесне потенцијалне опасности, у потрази за бољим животом одлазиле су у економски развијене земље. На тај начин се формира ланац трговине људима у циљу сексуалне експлоатације, где се на почетку налази жртва која одлази у економски развијене земље у потрази за послом, а на крају ланца потражња за ,,радном снагом" у растућој секс-индустрији. На крају ланца су мушкарци који одлазе у борделе, стриптиз клубове, који користе услуге уличних проститутки итд... Њима је свеједно да ли је та жена добровољно у проституцији или је жртва трговине људима, јер се она третира не као особа већ као роба. Управо, та константна потражња јесте оно што диктира међународну трговину људима у сврху сексуалне експлоатације.
Социјално-економске промене у свакодневним животима како мушкараца тако и жена играју важну улогу и у смислу подстицања на укључивање у проституцију у својству учесника у ланцу трговине људима.

### 2. геополитички простор и милитаризација региона, као услови погодни за реализацију трговине људима у циљу сексуалне експлоатације
Ратни сукоби као и милитаризација региона представљају један од битних фактора који узичу на процес криминализације и виктимизације. За време ратних и оружаних сукоба, категорија лица која је нарочито подложна овом феномену јесу ратне избеглице. Лица без докумената, изложена насиљу, одвојена од својих породица, нарочито су рањива како онда када беже из ратних зона, тако и током егзила. Стога, жене ратне избеглице су много лакше постајале жртве трговине људима у циљу сексуалне експлоатације него остале жене.
Још један битан фактор који олакшава трговину женама у сврху сексуалне експлоатације јесте и подложност корупцији службеника у земљама порекла, транзита и дестинације као и неефикасна и неадекватна примена одговарајућих законских прописа различитих правних система.

## Сексуална експлоатација деце
Сексуална експлоатација деце подразумева њихову продају, која се одређује као било која радња или трансакција којом се неко лице или група лица пребацује или препушта неком другом лицу за новчану или било коју другу накнаду. Присутна је у свим земљама, како развијеним, тако и неразвијеним, и представља један глобални феномен. Међутим, сексуално искоришћавање деце је у значајном порасту највише у земљама Азије и Јужне Америке и често је у вези са појавом сексуалног туризма. Процењује се да малолетне проститутке чине од 10-30% свих сексуалних радника. У већини земаља не постоји неки посебан третман за децу која су жртве трговине људима. Сврха овог облика експлоатације, као и генерално сексуалне експлоатације, је придобијање економске добити за друга лица злоупотребом деце. Добит која се остварује не припада детету које се злоупотребљава већ разним учесницима у процесу, а то могу бити посредници, посебно организоване криминалне групе, исто тако чак и блиски чланови породице. Два су вида сексуалне експлоатације деце: дечја порнографија и дечја проституција.
Под дечјом проституцијом подразумева се коришћење детета у сексуалним активностима за новчану или било коју другу надокнаду.
Под дечјом порнографијом подразумева се било какво представљање, било којим средством, неког детета укљученог у стварне или симулиране експлицитне сексуалне активности или било какав приказ делова тела неког детета који могу да изазову сексуално узбуђење.
Конвенција Савета Европе о заштити деце од сексуалног искоришћавања и сексуалног злостављања дефинише кривична дела у вези са дечјом проституцијом и дечјом порнографијом. Према овој Конвенцији, кажњива су сва понашања која омогућавају ангажовање детета за бављење проституцијом или навођење детета да учествује у проституцији, приморавање детета на проституцију или остваривање зараде од неког другог вида искоришћавања детета у такве сврхе.
Ова врста ескплоатације се првенствено изучава са аспекта дечјих права и угрожавања живота и развоја детета. Она, без сумње, крши сва дечја права и оставља дубоке, често неизбрисиве последице по живот, здравље и развој детета.

## Правна регулатива
На међународном и националном нивоу усвојени су бројни документи који се односе на систематско спречавање и кажњавање трговине људима. Сексуална експлоатација, као један од облика трговине људима, обухваћена је тим програмима. Посебну пажњу заслужују:
- Конвенција Ујединињених нација против транснационалног организованог криминала,
- Протокол о превенцији, сузбијању и кажњавању трговине људима, посебно женама и децом - Палермо протокол,
- Конвенција Савета Европе о борби против трговине људима.

На националном нивоу Србије треба напоменути Стратегију борбе против трговине људима у Републици Србији из 2016. године. Исте године је усвојен и Акциони план за борбу против трговине људима.